# 王進士
王進士（1948年9月3日—）中華民國政治人物，中國國民黨籍，屏東縣屏東市人，曾任立法委員、屏東市市長，兩度參選屏東縣縣長均落敗。

## 選舉紀錄
| 年度 | 選舉屆數               | 選舉區                          | 所屬政黨   | 得票數  | 得票率 | 當選標記 | 備註 |
| ---- | ---------------------- | ------------------------------- | ---------- | ------- | ------ | -------- | ---- |
| 1998 | 第十三屆屏東市市長選舉 | 屏東縣屏東市                    | 中國國民黨 | 40,747  | 43.64% |          |      |
| 2001 | 第十四屆屏東縣縣長選舉 | 屏東縣                          | 中國國民黨 | 175,584 | 40.61% |          |      |
| 2002 | 第十四屆屏東市市長選舉 | 屏東縣屏東市                    | 中國國民黨 | 59,088  | 63.41% |          |      |
| 2005 | 第十五屆屏東縣縣長選舉 | 屏東縣                          | 中國國民黨 | 195,928 | 41.86% |          |      |
| 2008 | 第七屆立法委員選舉     | 屏東縣第二選舉區 （2008－2016） | 中國國民黨 | 69,027  | 56.83% |          |      |
| 2012 | 第八屆立法委員選舉     | 屏東縣第二選舉區 （2008－2016） | 中國國民黨 | 80,696  | 51.50% |          |      |
| 2016 | 第九屆立法委員選舉     | 屏東縣第二選舉區 （2008－2016） | 中國國民黨 | 68,815  | 47.45% |          |      |

## 爭議事件
王進士於林益世索賄貪瀆案之罪證錄音記錄中被林益世提及。林益世於對話內容說到「這次我要處理好幾個委員，所以我要用不一樣的處理方式。」，還提及「我要分給幾個人，去鋪成一些工作」。其中更直接點名中國國民黨立委王進士，「我要安撫一些人，不敢說我什麼。包括王進士這一件，我絕對不會讓這件跟那件有關。」王進士則表示，他當時接受選民的請託，是地方一個小廠商向他表示沒有爐渣原料，工人會失業，他確實有向中聯進行關心了解，但中聯回應依合約規定沒有辦法，此案就結束了。他表示不知為何林益世會在錄音檔提及他的名字，強調這個案子他並沒有拜託林，那只是單純的選民請託案，一切依法處理，合約已經訂好了，要再介入也不可能，跟林益世案件根本沒有關係。七月初人在中國大陸的王進士以電話及新聞稿表示，於2012年二、三月間，屏東市前市民代表羅福盛偕天山資材公司負責人李寬治向他陳情希望代向中國鋼鐵推薦，爭取中聯資爐渣約廿至卅公噸。他代轉陳情案，中鋼國會聯絡組長上官世和、中聯資總經理管新灣等人說「已與中耀等公司簽訂供料合約，無法另行提供爐渣」，此案就結束，「為何扯到我？我也一頭霧水」。如果特偵組要他說明，他願意配合，將提前回台。

## 外部連結
- 王進士的Facebook專頁
- YouTube上的王進士頻道
- 立法院 （页面存档备份，存于）